# Sandra Walklate
Sandra Walklate är professor i sociologi och chef vid University of Liverpool Department of Sociology, Social Policy and Criminology. Hennes forskning är primärt inom viktimologi och kriminalitet, och har specialiserat sig på våld mot kvinnor och frågor rörande brottsoffer.
Walklate har varit gästprofessor på Kriminologiska institutionen vid Stockholms universitet.